# Swank
Swank è una rivista erotica pubblicata negli Stati Uniti d'America da Victor Fox nel 1941 (e ancora nel 1945) e dal Magna Publishing Group dal 1993, anno in cui il periodico incominciò a trattare anche di pornografia hardcore, giocattoli sessuali, sesso lesbo e rapporti eterosessuali.

## Storia
Secondo Magna Publishing Group, Swank è stata fondata per "ben oltre 65 anni fa" e lanciato all'inizio degli anni '40, da Victor Fox. In un articolo del 2002 del The New York Times, Matthew Flamm riportò la storia della rivista: "[Swank] può persino tracciare una linea per lo stesso gruppo editoriale di pulp - la Magazine Management Company di Martin Goodman - che nel 1939 fondò la casa editrice che alla fine divenne Marvel Comics, e che negli anni '50 e '60 assunse romanzieri come Mario Puzo e Bruce Jay Friedman". Anche il poeta beat John Fles scrisse per la rivista. Nei primi anni '70, Swank gestì una sezione di fumetti di tre pagine creata da Vaughn Bodē, e continuata da Bernie Wrightson e Jeff Jones.
Nel 2015, Magna Publishing Group fu acquistato da 1-800-PHONESEX. Durante i suoi primi due decenni di attività, Swank ebbe interruzioni che durarono diversi anni. Il formato originale era simile a quello di Esquire. Phil Stephensen-Payne indica come data del primo numero agosto del 1941 e suggerisce che, dopo forse sette numeri, la pubblicazione si interruppe e poi riprese nell'agosto del 1945. Humphrey Bogart, Oscar Levant ed Earl Wilson furono tra i contributori durante questo periodo.
Per il ventesimo compleanno la rivista uscì nell'ottobre 1977, che incluse articoli di approfondimento legati alla musica dal giornalista e autore Michael Gross. 